# Heathfield and Waldron
Heathfield and Waldron è una parrocchia civile di 11 514 abitanti della contea dell'East Sussex, in Inghilterra. Il suo centro maggiore è Heathfield.